# Legge della persistenza
In meteorologia la legge della persistenza è una legge empirica su basi fisiche che afferma la naturale tendenza di una data struttura circolatorio-atmosferica (es. ciclone e anticiclone o pattern atmosferico) a persistere su una certa porzione di territorio e per un certo lasso di tempo in virtù del raggiungimento di una condizione di equilibrio stabile, che allo stesso tempo minimizza l'energia interna del sistema. Tale concetto di perpetuata stabilità circolatoria è mutuato direttamente dai comuni sistemi fisici e chimici ed applicato alla dinamica complessa e caotica qual è quella della circolazione atmosferica che, pur nella sua diversità comportamentale rispetto ai sistemi semplici, si ritiene obbedire anch'essa a tali principi fisici. 
Una possibile giustificazione fisica di tale legge si ha considerando il sistema atmosferico come sistema termodinamico chiuso o in equilibrio con lo spazio esterno che tende continuamente e inevitabilmente a raggiungere e mantenere un suo stato di equilibrio interno fino ad una sua rottura. Situazioni di persistenza atmosferica possono manifestarsi sia con una fase persistente anticiclonica ovvero di alta pressione sia con una fase persistente ciclonica ovvero di bassa pressione. Queste situazioni, che possono durare anche diversi mesi come accaduto dell'autunno-inverno 2005-2006, possono allora concorrere a determinare eventi meteo-climatici estremi ovvero del tutto anomali su un territorio quali perduranti ondate di caldo, lunghi periodi di mitezza, siccità, perduranti ondate di gelo o alluvioni. L'anomalia può essere riassorbita nel medio-lungo termine tramite la legge della compensazione rientrando così nel concetto più esteso di variabilità meteorologica.
Non è dato sapere la durata della persistenza della struttura circolatoria (se non seguendo di passo l'evoluzione meteorologica tramite l'ausilio dei modelli matematici o analisi teleconnettive di medio-lungo periodo), né essa sempre si verifica specie in regime di alta dinamicità/variabilità della circolazione atmosferica, quindi non può essere usata a fini prognostici, ma solo a livello diagnostico come analisi della situazione meteorologica a scala sinottica.